# Por el Olimpo ese
Por el Olimpo ese es una historieta de Mortadelo y Filemón, dibujada y guionizada por el historietista español Francisco Ibáñez. La historieta se publicó el 9 de mayo de 2019.

## Trayectoria editorial
La historieta fue publicada por Magos del Humor el 14 de junio del 2018. siendo la número 192 de esa colección, mientras que es la número 210 de la Colección Olé.

## Sinopsis
El Profesor Bacterio ha creado un campo magnético capaz de transformar a la gente que se sitúa en su radio de acción en seres mitológicos: faunos, centauros, amazonas, cíclopes... convirtiendo a la T.I.A. en una epidemia. El profesor deberá encontrar el antídoto, con la ayuda de Mortadelo y Filemón.